# نولویل (ویرجینیای غربی)
نولویل (به انگلیسی: Nollville) یک منطقهٔ مسکونی در ایالات متحده آمریکا است که در شهرستان برکلی، ویرجینیای غربی واقع شده‌است. نولویل ۱۷۰٫۰۸ متر بالاتر از سطح دریا واقع شده‌است.